# Од (департамент)
Од (фр. Aude) — департамент на півдні Франції, один з департаментів регіону Окситанія. Порядковий номер 11.
Адміністративний центр — Каркассонн. Населення 309,8 тис. чоловік (71-е місце серед департаментів, дані 1999 р.).

## Географія
Площа території 6139 км².
Департамент включає 3 округи, 35 кантонів і 438 комун.

## Історія
Од — один з перших 83 департаментів, утворених під час Великої французької революції в березні 1790 р. Виник на території колишньої провінції Лангедок.